# Baldo (jeu vidéo)
Pour les articles homonymes, voir Baldo.
Baldo est un jeu vidéo de rôle et d'aventure développé et édité par Naps Team. Il est publié sur Nintendo Switch, PlayStation 4, Xbox One et Microsoft Windows,. La version Switch du jeu était initialement prévue pour l'été 2020.
Inspiré par The Legend of Zelda et les films de Studio Ghibli, il s'agit d'un RPG d'action-aventure, avec des énigmes, de l'exploration et du combat, situé dans un monde ouvert conçu à la main,.

## Trame
Baldo se déroule dans le pays fictif de Rodia. Dans les souterrains de ce monde, les hiboux ont scellé une puissante créature sans cœur. Selon la prophétie, cette créature se libérera quand un "enfant pur" naîtra. Cette prophétie a commencé à se réaliser et la mission du joueur est de surmonter ses conséquences.